# 清国行政法
『清国行政法』（しんこく ぎょうせいほう）とは、中国清朝の行政法、行政制度を総合的に体系化した書物である。編纂者は、台湾総督府。全6巻で、本文7分冊、索引1冊。完成は、1915年。

## 編纂の経緯
1903年、当時の台湾総督府・民政長官であった後藤新平が、旧慣調査会第一部長の岡松参太郎の推薦により、織田萬に委嘱したもの。委員となった織田は、狩野直喜を委員に推挙し、補助員として、浅井虎夫・東川徳治・加藤繁を迎えて、編纂を実行に移した。
総督府の臨時台湾旧慣調査会の第一部報告書。『台湾私法』と共に編纂が行なわれた。但し、文献調査が主体であって、実地調査を伴っていなかったため、その制度や法制が実情に適するものであったかどうかは、問われていないので、注意する必要がある。
調査が行なわれた文献は、会典、事例、則例、九通などの政書、及びその他の和漢書や洋書も含まれていた。
各委員・補助員の分担も判明しており、織田萬が、行政法・自治制度・民籍・警察等。狩野直喜が、中央官制・官吏法等。加藤繁が、土地制度・産業・貨幣等。を、それぞれ担当して調査執筆が行なわれた。そして、最後に、織田が全般の監修を加えたとされる。

## 内容
- 第一巻　行政法規・行政組織・官吏法・裁判制度
- 第二巻　内務行政（一）
- 第三巻　内務行政（二）
- 第四巻　内務行政（三）・軍務行政
- 第五巻　司法行政・財務行政（一）
- 第六巻　財務行政（二）

後藤新平の意を受けて、外国語訳も行なわれた。